# (5268) Černohorský
(5268) Černohorský – planetoida z pasa głównego planetoid.

## Odkrycie i nazwa
Odkrył ją Luboš Kohoutek 26 października 1971 roku w Bergedorfie. Nazwa planetoidy pochodzi od Martina Černohorskiego (ur. 1923) – czeskiego fizyka, który był pierwszym rektorem Uniwersytetu Śląskiego w Opawie. Przed nadaniem nazwy planetoida nosiła oznaczenie tymczasowe 1971 US1.

## Orbita
(5268) Černohorský obiega Słońce w średniej odległości 2,64 j.a. w czasie 4 lat i 113 dni.